# 迪克·海姆里克
奈德·狄克逊·海姆里克（英語：Ned Dixon Hemric，1933年8月29日—2017年8月3日），美国NBA联盟前职业篮球运动员。他在1955年的NBA选秀中第2轮第10顺位被波士顿凯尔特人选中。